# Cmentarz Małostrański

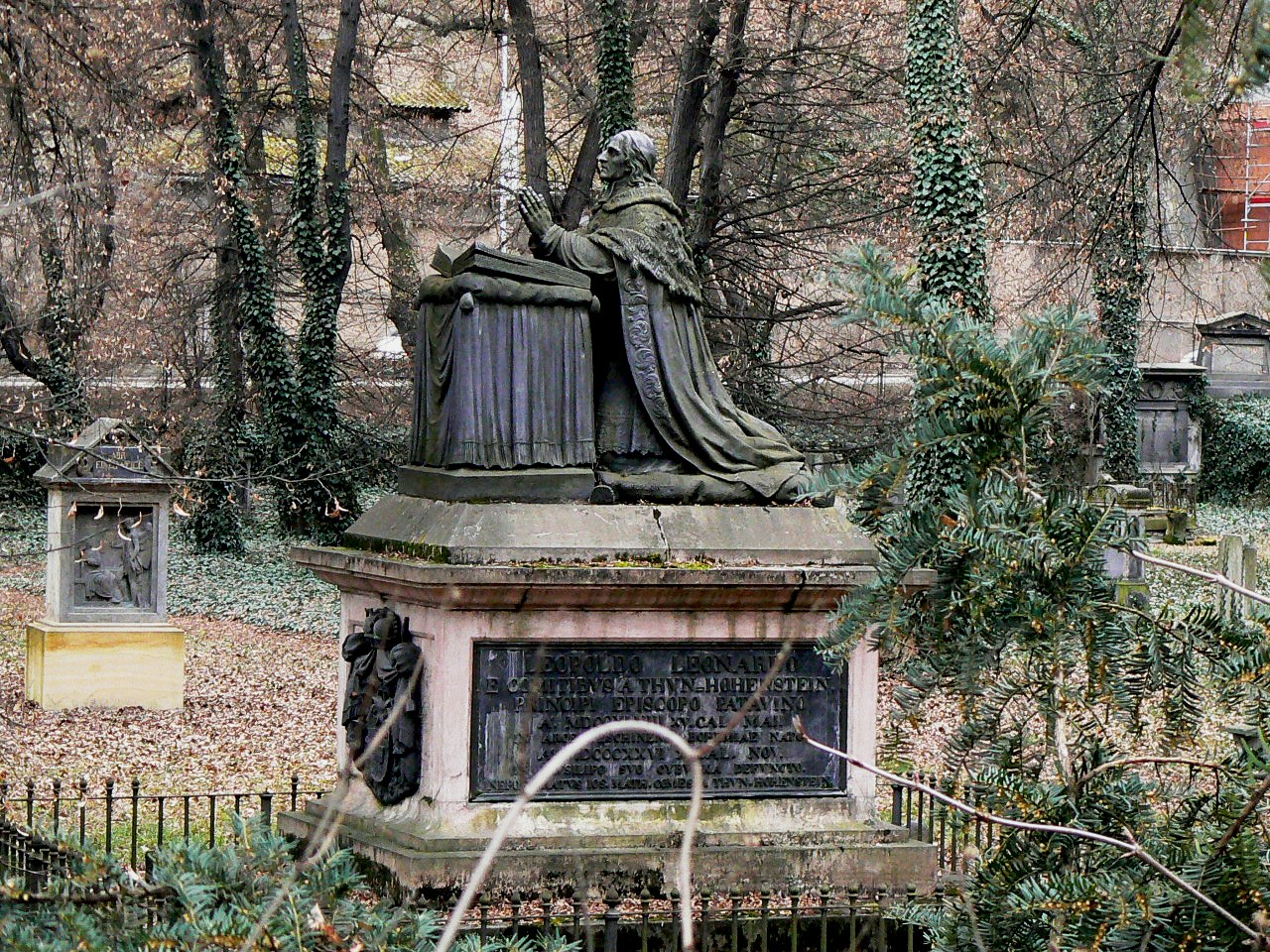
Nagrobek biskupa Leopolda Leonharda Raymunda von Thun und Hohenstein.

Cmentarz Małostrański (czes. Malostranský hřbitov) – zabytkowy cmentarz w Pradze, położony w dzielnicy Praga 5 na granicy rejonów katastralnych Smíchov i Košíře. Nazwa cmentarza pochodzi od nazwy miasta (obecnie dzielnicy) Malá Strana, której służył w l. 1787–1884.
Został założony w 1680 r., w czasie epidemii dżumy i przynależał do kościoła św. Wacława (zburzonego w XVIII w.). Jedną z pierwszych osób pochowanych tutaj był historyk i pisarz Tomáš Pešina z Čechorodu, zmarły podczas tej zarazy.
Na terenie cmentarza wzniesiono najpierw kaplicę św. Rocha, patrona chroniącego od moru (1703), i Świętej Trójcy (1715), następnie zbudowano kościół Świętej Trójcy (1831/37).
Na podstawie reformy Józefa II z 1787 r. cmentarz Małostrański słał się cmentarzem komunalnym dla miejscowości położonych na lewym brzegu Wełtawy (Hradczany, Malá Strana, a później Smíchov). W 1863 r. cmentarz rozbudowano, ale już w 1884 r., kiedy cmentarz otoczyła zabudowa mieszkalna, został zamknięty, a jego funkcje grzebalne przejął cmentarz Malvazinky.
Reorganizacji cmentarza Małostrańskiego dokonał Josef Bohumír Mikan (1743-1814), lekarz, botanik i profesor Uniwersytetu Karola w Pradze.
Cmentarz Małostrański zainspirował Jana Nerudę do napisania zbioru wierszy Cmentarne kwiaty (Hřbitovní kvítí, 1857).
Obecnie, aby uniknąć aktów wandalizmu, cmentarz jest zamknięty, a wejście nań jest możliwe jedynie po wcześniejszym uzgodnieniu. Cmentarzem opiekuje się stowarzyszenie Sdružení pro záchranu Malostranského hřbitova (Stowarzyszenie Ratowania Cmentarza Małostrańskiego), które ponadto organizuje imprezy kulturalne na terenie cmentarza.
Jednym z najcenniejszych zabytków cmentarza Małostrańskiego jest nagrobek biskupa pasawskiego Leopolda von Thun und Hohenstein (1748-1826), autorstwa Václava Prachnera.

## Niektóre osoby pochowane na cmentarzu
- Kilián Ignác Dientzenhofer (zm. 1751) – najwybitniejszy architekt czeskiego baroku
- Kryštof Dientzenhofer (zm. 1722) – czeski architekt barokowy
- Jan Ladislav Dussek (zm. 1812) – czeski kompozytor i pianista
- František Xaver Dušek (zm. 1799) – czeski kompozytor, klawesynista i pianista
- Josef Vojtěch Hellich (zm. 1880) – czeski malarz i archeolog
- Ludvík Kohl (zm. 1821) – czeski malarz, rysownik i rzeźbiarz
- Adolf Kosárek (zm. 1859) – czeski malarz
- František Bronislav Kořínek (zm. 1874) – czeski pisarz, publicysta i tłumacz (m.in. Mickiewicza i Czajkowskiego)
- Josef Malínský (zm. 1827) – czeski rzeźbiarz
- Vincenc Morstadt (zm. 1875) – czeski malarz i rysownik
- Antonín Mánes (zm. 1843) – czeski malarz, rysownik i ilustrator
- Václav Mánes (zm. 1843) – czeski malarz
- Eduard Novotný (zm. 1876) – czeski pisarz i językoznawca
- František Martin Pelcl (zm. 1801) – czeski filolog, historyk i pisarz
- Tomáš Pešina z Čechorodu (zm. 1680) – czeski historyk, pisarz i biskup pomocniczy praski
- Václav Michal Pešina z Čechorodu (zm. 1859) – czeski filolog, historyk i pisarz, kanonik przy katedrze św. Wita
- Gustav Pfleger Moravský (zm. 1859) – morawski prozaik, bajkopisarz i dramaturg
- Ignác František Platzer (zm. 1787) – czeski rzeźbiarz
- Antonín Strobach (zm. 1856) – czeski prawnik i polityk, uczestnik Wiosny Ludów
- Leopold Leonhard Raymund von Thun und Hohenstein (zm. 1826) – hrabia, przedstawiciel arystokratycznego rodu Thun und Hohenstein, ostatni biskup pasawski noszący tytuł księcia
- Václav Jan Křtitel Tomášek (zm. 1850) – czeski kompozytor i pedagog, działacz czeskiego odrodzenia narodowego
- Jan Nepomuk Augustin Vitásek (zm. 1839) – czeski kompozytor i pedagog, organista, pianista i dyrygent chóru